# 히가시카와소에촌
히가시카와소에촌(東川副村)은 사가현 사가군에 속해있던 촌이다.

## 지리
사가 평야의 남동부에 위치했다.

## 역사
- 1889년 4월 1일 - 정촌제 시행에 의해 사가군 히가시카와소에촌이 성립하였다.
- 1955년 3월 1일 - 니키타촌과 합병, 정으로 승격해 모로도미정이 신설되어 폐지하였다.

## 참고문헌
- 角川日本地名大辞典 41 佐賀県
- 『市町村名変遷辞典』東京堂出版、1990年。